# Elliphant
Ellinor Olovsdotter (Stockholm, 8. listopada 1985.), poznatija kao Elliphant, švedska je glazbenica. 

## Diskografija

### 2013. - A Good Idea
1. Music Is Life feat. Ras Fraser Jr.
2. Live Till I Die
3. Could It Be
4. Where Is My Mama At
5. Shoot Me Down
6. Toilet Line Romance
7. Down On Life
8. Run Far
9. Moore Fire feat. Niki & The Dove, Ras Fraser Jr.
10. Boom Your Head
11. Paint The World
12. Want It
13. Pac Man feat. Erik Hassle
14. Bitch Out feat. Dida - Bonus track

### 2013. – Music Is Life
1. Music Is Life
2. Music Is Life (Instrumental)

### 2013. – Live Till I Die
1. Live Till I Die
2. Boom Your Head
3. Make A New Breed
4. Where Is My Mama At
5. Pee On Ya Fire

### 2012. – Elliphant
1. Down On Life
2. Tekkno Scene
3. Make It Jucy
4. In The Jungle
5. Ciant Hear It
6. Ciant Hear It (Jungle Remix)